# Alejandro Rojas-Marcos
Alejandro Rojas-Marcos de la Viesca (Sevilla, 2 de septiembre de 1940) es un político y abogado español, actualmente retirado de la actividad política. De orientación andalucista, fue uno de los fundadores del Partido Andalucista en los albores del tardofranquismo. Durante el período de la Transición desarrolló un papel activo en el ámbito andaluz, llegando a ser elegido diputado tanto en las Cortes Generales como en el Parlamento de Andalucía.
Llegó a ejercer como alcalde de Sevilla entre 1991 y 1995.

## Biografía

### Primeros años
Nacido en la capital hispalense en 1940, de padre sevillano y madre cántabra procedente de Liendo, realizó estudios de Derecho en la Universidad de Sevilla.  
Valedor de los círculos monárquicos juanistas, llegó a formar parte del franquista Sindicato Español Universitario (SEU). Considerado una persona cercana al gobernador civil Hermenegildo Altozano Moraleda, en octubre de 1959 fue elegido secretario general del distrito del SEU en Sevilla. Ello, sin embargo, se realizó en contra de las directrices procedentes de la secretaría general del SEU. Su actividad en el SEU no estuvo exenta de problemas y enfrentamientos con otros miembros del sindicato estudiantil franquista. En marzo de 1961 fue detenido por la policía, debiendo abandonar su cargo en el SEU.

### Carrera política
Tras licenciarse, en 1962, tomó la decisión de crear un grupo político clandestino. Los comienzos, sin embargo, fueron difíciles y no fue hasta 1965 cuando logró crear Compromiso Político de Andalucía. En este grupo se integraron Diego de los Santos y Luis Uruñuela, entre otros. En 1966, Compromiso decidió que Rojas-Marcos se presentase a las elecciones municipales por el denominado «tercio familiar». Sin embargo, aunque resultó elegido concejal dimitió poco después, denunciando las carencias democráticas de la dictadura franquista.
En 1968 participó en la constitución de la «Mesa Democrática de Sevilla» junto a Alfonso Fernández por el PSOE, Manuel Benítez Rufo por el PCE, Eduardo Saborido por el sindicato CCOO y Alfonso de Cossío, independiente y catedrático de Derecho Civil de la Universidad de Sevilla, que la preside.
En los años siguientes fue procesado dos veces por el Tribunal de Orden Público, concretamente en 1969 y 1971. En la segunda ocasión fue juzgado el 3 de junio de 1972 por una conferencia celebrada el 11 de marzo del año anterior y fue condenado por un delito de propaganda ilegal a dos años de prisión, pena que el TOP conmutó finalmente por la de tres años de destierro.
En noviembre de 1972 apareció la llamada Alianza Socialista de Andalucía (ASA), grupo vinculado al propio Rojas-Marcos. En 1974, la ASA participó en París en la constitución de la Junta Democrática de España, siendo Rojas-Marcos elegido secretario de su Comisión Permanente.
Tras la muerte de Francisco Franco y la instauración de la democracia, fue diputado del Partido Socialista de Andalucía (nombre que había adoptado en 1976 la ASA) por la circunscripción de Cádiz entre 1979 y 1982, y entre 1989 y 1991 por la de Sevilla (ya por el «Partido Andalucista», nuevo nombre del anterior PSA). También sería diputado en el Parlamento de Andalucía entre 1994 y 1996.

### Alcalde de Sevilla

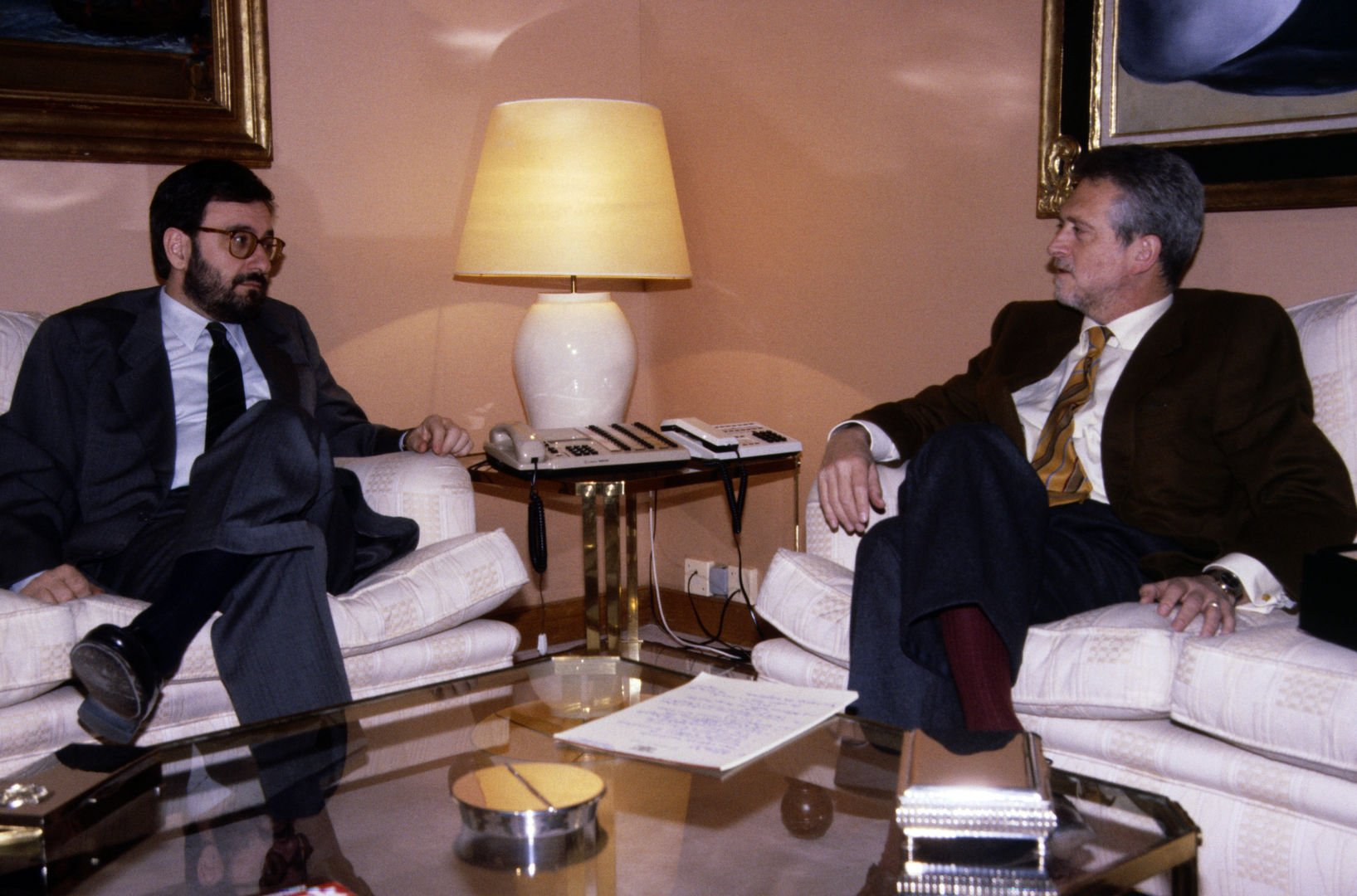
Fotografiado en 1992 junto con Narcís Serra en La Moncloa.

En 1991 fue investido alcalde de Sevilla, cargo que ocuparía hasta 1995, gracias a un pacto entre el PA y el Partido Popular (PP). En función de un pacto análogo, ocupó el cargo de teniente de alcalde desde 1995 a 1999, con la popular Soledad Becerril como alcaldesa. Durante su mandato como alcalde tuvo lugar la celebración de la Exposición Universal de 1992, destacando las malas relaciones que Rojas-Marcos mantuvo con el comisario de la Comisaría del Ayuntamiento de Sevilla para la Expo'92, Jesús Aguirre —duque consorte de Alba—.
Sin embargo, la buena sintonía existente entre el PP y el Partido Andalucista se rompió durante las negociaciones para la reedición del pacto en 1999. Se rumoreaba que Rojas-Marcos pidió al PP el compromiso con el reinicio del proyecto del Metro de Sevilla, y que en este punto se resquebrajó el pacto[cita requerida]. Ante esto, pactó con el PSOE, llegando a presidir la Sociedad Metro de Sevilla, impulsora del reinicio de las obras.

### Últimos años
En junio de 2004 se presentó a las elecciones al Parlamento Europeo como candidato del PA dentro de la Coalición Europea, sin obtener representación parlamentaria. A finales de 2004 abandonó todos sus cargos en el PA y se retiró de la vida política. En septiembre de 2015 asistió al congreso del Partido Andalucista que vino a disolver la organización debido a los pobres resultados electorales obtenidos por el PA y la ausencia de grupo parlamentario en el parlamento andaluz.

## Familia
Es hermano del psiquiatra Luis Rojas-Marcos. Alejandro esta casado y tiene cinco hijos.